# 2.5GBASE-T 및 5GBASE-T
IEEE 802.3bz, NBASE-T 및 MGBASE-T는 2016년에 출시된 이더넷 꼬임쌍선 상에서 2.5 및 5기가비트/초 속도를 위한 표준이다. 이 표준은 보편적인 기가비트 이더넷과 동일한 케이블링을 사용하지만 더 높은 속도를 제공한다. 그 결과로 나온 표준은 2.5GBASE-T 및 5GBASE-T로 명명된다.
NBASE-T는 최소 2.5기가비트/초 및 때로는 5 또는 10기가비트/초의 속도를 지원하며, 케이블 품질에 따라 자동으로 훈련하여 최적의 속도로 작동할 수 있는 이더넷 장비를 가리킨다. 일반적으로 케이블 반대쪽 끝의 장비 기능에 따라 자동 협상과 관련하여 추가 링크 속도(10, 100 또는 1000메가비트/초)도 지원한다.

## 기술
이 표준은 IEEE 802.3 표준의 조항 125 및 126에 명시되어 있다. IEEE 802.3bz의 물리적(PHY) 계층 전송 기술은 10GBASE-T를 기반으로 하지만, 더 낮은 신호 전송 속도로 작동한다. 원래 신호 속도를 1⁄4 또는 1⁄2로 줄여 링크 속도가 각각 2.5 또는 5Gbit/s로 떨어진다. 이에 따라 신호의 스펙트럼 대역폭이 줄어들어 케이블링 요구사항이 낮아져 2.5GBASE-T 및 5GBASE-T를 Cat 5e 이상의 케이블에서 최대 100 m의 케이블 길이로 배포할 수 있다.
NBASE-T 노력 또한 IEEE 802.3at 및 후속 표준에 따라 스위치가 이더넷 전원 장치를 구현할 수 있는 방법을 표준화했다. 이를 통해 단일 케이블로 802.11ac 및 802.11ax 표준을 구현하는 고대역폭 무선 액세스 포인트에 전원과 데이터를 모두 제공할 수 있다.
2.5GBASE-T 및 5GBASE-T 출시 이전에 표준 기가비트 이더넷 포트를 사용하여 멀티 기가비트 업링크 속도를 지원하고자 하는 무선 액세스 포인트 제조업체는 액세스 포인트에 여러 개의 이더넷 포트를 포함해야 했다. IEEE 802.3ad 링크 애그리게이션 등을 통해 여러 이더넷 포트의 연결을 통합함으로써 제조업체는 기가비트 속도를 지원하는 두 개의 포트를 사용하여 2 Gbit/s에 가까운 속도를 달성할 수 있었다. 이를 위해서는 무선 액세스 포인트가 2개의 이더넷 케이블로 나머지 네트워크에 연결되어야 하며, 무선 액세스 포인트와 네트워크 하드웨어 모두 링크 애그리게이션을 지원하고 구성해야 한다. 2.5GBASE-T 또는 5GBASE-T를 지원하는 무선 액세스 포인트는 이러한 복잡성을 제거한다.
| 이름       | 표준         | 상태 | 속도 (Mbit/s) | 필요한 페어 | 방향당 레인 | 스펙트럼 효율성 (헤르츠당 비트) | 선 부호화             | 레인당 심볼 속도 (MBd) | 대역폭 (MHz) | 최대 거리 (m) | 케이블            | 케이블 등급 (MHz) | 사용처 |
| ---------- | ------------ | ---- | ------------- | ----------- | ----------- | ------------------------------- | --------------------- | ---------------------- | ------------ | ------------- | ----------------- | ----------------- | ------ |
| 2.5GBASE-T | 802.3bz-2016 | 현재 | 2500          | 4           | 4           | 6.25                            | 64b66b PAM-16 128-DSQ | 200                    | 100          | 100           | Cat 5e 또는 Cat 6 | 100               | LAN    |
| 5GBASE-T   | 802.3bz-2016 | 현재 | 5000          | 4           | 4           | 6.25                            | 64b66b PAM-16 128-DSQ | 400                    | 200          | 100           | Cat 5e 또는 Cat 6 | 250               | LAN    |
| 10GBASE-T  | 802.3an-2006 | 현재 | 10000         | 4           | 4           | 6.25                            | 64b66b PAM-16 128-DSQ | 800                    | 400          | 100           | Cat 6A            | 500               | LAN    |

## 역사
2013년 IEEE 802.11ac (와이파이 5) 출시와 함께 무선 액세스 포인트는 처음으로 IEEE 802.3ab 1000BASE-T 유선 이더넷 업링크의 1 Gbit/s를 초과하는 2 Gbit/s 또는 4 Gbit/s의 속도에 도달할 수 있었다. 10GBASE-T는 이미 2006년부터 표준화되었지만, 이 표준은 Cat5e 케이블 실행의 최대 거리를 상당히 제한했을 더 높은 신호 주파수를 사용했다. 따라서 기존 Cat5e 케이블을 통해 무선 액세스 포인트의 2 Gbit/s 및 4 Gbit/s 속도를 업링크할 수 있는 중간 표준에 대한 요구가 있었다. 2.5GBASE-T 및 5GBASE-T 표준의 개발은 무선 액세스 포인트가 단일 기존 Cat5e 케이블을 통해 이더넷 업링크 속도에 의해 제한되지 않고 최대 속도에 도달하는 동시에 새로운 Cat6 및 Cat6a 케이블링과도 호환되도록 했다.
2.5GBASE-T 및 5GBASE-T 표준은 또한 저렴한 비용과 저전력 소비 멀티기가비트 네트워크 속도를 달성하기 위한 임시 해결책으로도 작용한다. 2022년 12월 현재 10GBASE-T 네트워크 장비는 여전히 1GBASE-T, 2.5GBASE-T 및 5GBASE-T 네트워크 장비보다 상당히 비싸다.
IEEE 802.3bz는 또한 IEEE 802.3an 10GBASE-T에서 이전에는 사용할 수 없었던 이더넷 전원 장치를 지원한다.
이르면 2013년부터 인텔 아보톤 서버 프로세서는 2.5 Gbit/s 이더넷 포트를 통합했다.
브로드컴은 2.5 Gbit/s 무선 송수신기 IC 시리즈를 발표했지만, 2.5Gbit/s 스위치 하드웨어는 당시에는 널리 상용화되지 않았다. 특히 SFP+ 인터페이스가 있는 많은 초기 10GBASE-T 스위치는 중간 속도를 지원하지 않았다.
2014년 10월에는 NBASE-T Alliance가 설립되었는데, 처음에는 시스코 시스템즈, Aquantia, Freescale, 자일링스로 구성되었다. 2015년 12월까지 45개 이상의 회사가 참여했으며, 사양을 802.3bz와 호환되도록 하는 것을 목표로 했다. 동일한 고속 기가비트 이더넷 목표를 내세운 경쟁 MGBASE-T Alliance는 2014년 12월에 설립되었다. NBASE-T와 달리 MGBASE-T는 사양이 오픈 소스가 될 것이라고 밝혔다. IEEE 802.3의 "2.5G/5GBASE-T Task Force"는 2015년 3월에 2.5GBASE-T 및 5GBASE-T 표준 작업을 시작했다. NBASE-T와 MGBASE-T 두 연합은 결국 협력했으며, 2015년 6월 이더넷 얼라이언스 후원 하에 IEEE 802.3bz Task Force를 구성했다.
2016년 9월 23일, IEEE-SA 표준 위원회는 IEEE Std 802.3bz-2016을 승인했다.

## 자동차 이더넷 표준
IEEE 802.3ch-2020 2.5GBASE-T1, 5GBASE-T1 및 10GBASE-T1 표준은 IEEE 802.3bp-2016 1000BASE-T1 단일 꼬임쌍선 이더넷 표준에서 파생되었으며, PHY 계층에서 유사한 이름의 2.5GBASE-T 및 5GBASE-T 표준과는 거의 공통점이 없다. 2.5GBASE-T1, 5GBASE-T1 및 10GBASE-T1은 단일 꼬임쌍선에서 최대 15미터 길이로 실행할 수 있으며, PAM8 변조(1000BASE-T1의 PAM3 변조 또는 2.5GBASE-T/5GBASE-T의 PAM-16 + 128DSQ와 비교)를 사용하고 802.3ch-2020에 표준화되어 있다. 주요 용도는 임베디드 자동차 애플리케이션이며, 100BASE-T1 및 1000BASE-T1과 함께 자동차 이더넷 표준 제품군의 일부로 일반적으로 언급된다.

## 같이 보기
- 산업용 이더넷